# Пошехонський район
Пошехонський район (рос. Пошехонский район) — адміністративна одиниця Ярославської області Російської Федерації.
Адміністративний центр — Пошехоньє.

## Адміністративний поділ
До складу району входять одне міське та 4 сільських поселення:
1. Міське поселення Пошехоньє (в межах м. Пошехоньє)
2. Білосільське сільське поселення (с. Біле)
  - Білосільський сільський округ
  - Приухринський сільський округ
  - Свердловський сільський округ
  - Холмовський сільський округ
3. Єрмаковське сільське поселення (с. Єрмаково)
  - Гаютинський сільський округ
  - Єрмаковський сільський округ
  - Федорковський сільський округ
4. Кременевське сільське поселення (с. Кременево)
  - Вощиковський сільський округ
  - Погорельський сільський округ
5. Пригородне сільське поселення (м. Пошехоньє)
  - Кладовський сільський округ
  - Князевський сільський округ
  - Красновський сільський округ
  - Ленінський сільський округ
  - Октябрський сільський округ
  - Владиченський сільський округ (с. Владичне)
  - Юдинський сільський округ
  - Васильєвський сільський округ
  - Колодінський сільський округ (с. Колодіно)